# 제니퍼 빌링슬리

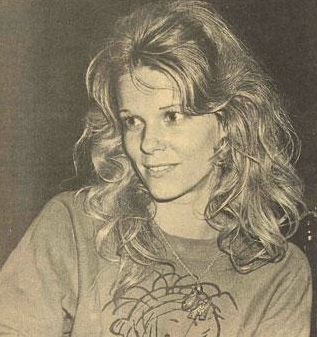

제니퍼 빌링슬리(Jennifer Billingsley, 1942년 5월 14일 ~ )는 미국의 배우, 텔레비전 배우, 영화배우이다.
호놀룰루에서 태어났다.

## 영화
- 화이트 라이팅 (1973년)
- FBI (1965년)
- 0011 나폴레옹 솔로 - 대돌파 (1965년)
- 첩보원 0011 (1964년)